# ماريك زابو
ماريك زابو (14 فبراير 1989 براتيسلافا سلوفاكيا - ) هو لاعب كرة قدم سلوفاكي، يلعب كمدافع، لعب 43 مباراة وسجل هدف.

## مسيرته

### مسيرته مع الأندية
- 2011 - 2012 لعب مع FK LAFC Lučenec  [لغات أخرى]‏ 28 مباراة سجل خلالها هدف.
- 2012 - 2012 لعب مع نادي نيترا 15 مباراة.

## روابط خارجية
- ماريك زابو على موقع قاعدة بيانات كرة القدم.إي يو (الإنجليزية)
- ماريك زابو على موقع Soccerway.com (الإنجليزية)